# کوتنا
کوتنا، روستایی است از توابع بخش مرکزی شهرستان قائم‌شهر در استان مازندران ایران. کوتنا مرکز دهستان کوهساران بوده و از روستاهای اطراف آن می‌توان به: میانرود، قادیکلا، اهنگرکلا، کرچنگ و شهرک نساجی را نام برد. کوتنا از شمال به روستای تلوک و از جنوب با روستای قادیکلای بزرگ و آهنگر کلای بیشه سر و گل افشان و از شرق با روستاهای کرچنگ و ریکنده و سید ابو صالح و سیف کتی و پرچینک و از غرب با روستای ساروکلا همسایه است. روستا به وسیله مناطق یورسی در شمال و کراتی در شرق و پهلنگ‌لم در غرب محصور شده‌است.

## جمعیت
این روستا در کوهساران قرار داشته و براساس آخرین سرشماری مرکز آمار ایران که در سال ۱۳۸۵ صورت گرفته، جمعیت آن ۱۲۲۱نفر (۳۳۶خانوار) بوده‌است.